# Tichá Orlice
Tichá Orlice este o arie protejată (arie specială de conservare — SAC, sit de importanță comunitară — SCI) din Republica Cehă întinsă pe o suprafață de 49,56 ha, integral pe uscat.

## Localizare
Centrul sitului Tichá Orlice este situat la coordonatele 50°02′59″N 16°36′29″E / 50.049722°N 16.608056°E.

## Înființare
Situl Tichá Orlice a fost declarat sit de importanță comunitară în aprilie 2005 pentru a proteja 1 specie de animale. Situl a fost protejat și ca arie specială de conservare în septembrie 2016.

## Biodiversitate
Situată în ecoregiunea continentală, aria protejată nu include niciun habitat protejat.
La baza desemnării sitului se află o specie protejată de  pești: cicar (Lampetra planeri).